# Harlekinräka
Harlekinräka (Caridina woltereckae) är en liten räka från Indonesien som blir cirka 1,5 centimeter lång. De lever ungefär under samma förhållanden som kardinalräkan och beter sig väldigt likt.